# Västra Syltjärnen
Västra Syltjärnen är en sjö i Hudiksvalls kommun i Hälsingland och ingår i Harmångersåns huvudavrinningsområde.